# 纤柄脆蒴报春
纤柄脆蒴报春（学名：Primula gracilipes），为报春花科报春花属下的一个植物种。